# Подгавриловка
Подгавриловка (укр. Підгаврилівка) — село,
Гавриловский сельский совет,
Покровский район,
Днепропетровская область,
Украина.
Код КОАТУУ — 1224285602. Население по переписи 2001 года составляло 393 человека .

## Географическое положение
Село Подгавриловка находится на берегу реки Каменка,
выше по течению примыкает село Гавриловка,
ниже по течению на расстоянии в 5 км расположено село Лесное.
Рядом проходит автомобильная дорога Н-15.

## История
- 1694 — дата основания.